# Pneumatický válec

Princip jednočinného válce

Princip dvojčinného válce

Pneumatický válec je mechanické zařízení používané pro převod síly stlačeného vzduchu na mechanický pohyb.
Stejně jako u hydraulických válců je síla přes píst převáděna na pístní tyč. Při porovnání s hydraulickými válci jsou pneumatické válce obecně jednodušší na použití, protože místo hydraulické kapaliny (olejová směs s přídavnými aditivy) využívají stlačený vzduch u kterého nehrozí znečištění okolí jeho únikem.
Obecně v pneumatice se pracuje s tlakem 2 bary až 16 barů (0,2 až 1,6 Mpa) a v hydraulice s tlaky od 20 barů až 5 000 barů (2 MPa až 500 Mpa). Z toho vyplývá, že v hydraulice máme k dispozici násobné síly na pístní tyči oproti pneumatice, při stejných konstrukčních rozměrech pístů.